# Pallenopsis spinipes
Pallenopsis spinipes är en havsspindelart som beskrevs av Carpenter, G.H. 1907. Pallenopsis spinipes ingår i släktet Pallenopsis och familjen Phoxichilidiidae. Inga underarter finns listade i Catalogue of Life.